# Josep-Ignasi Saranyana Closa
Josep-Ignasi Saranyana Closa (Barcelona, 20 de juny de 1941) és un sacerdot, teòleg, historiador i professor universitari català. S'ha especialitzat en la teologia i història baixmedieval i en la teologia americana dels segles xvi i xvii. És membre de diverses acadèmies internacionals.

## Biografia
Després de passar per l'Escola Suïssa de Barcelona i l'Institut Ménéndez Pelayo el 1959 inicià els estudis de Ciències Polítiques i Econòmiques a la Universitat de Barcelona i després estudià Teologia a Roma i Navarra. Ordenat sacerdot el 1968 i incardinat a la prelatura de l'Opus Dei, és doctor en Teologia per la Universitat de Navarra (1972), investigador emèrit del CSIC (1979) i doctor en filosofia per la Universitat Pontifícia de Salamanca (1997) amb una tesi sobre La discussió medieval sobre la condició femenina. Ha dedicat diversos anys a la docència a la Universitat de Navarra (des del 1987), on ha ocupat diversos càrrecs i ha estat fundador i director de la revista Anuario de Historia de la Iglesia (1991-2009) i de l'Institut d'Història de l'Església. Nomenat per la Santa Seu pèrit en la IV Conferència Episcopal d'Amèrica Llatina, ha estat professor visitant de la Universitat Nacional Autònoma de Mèxic (1997) i de la Pontifícia Universitat Catòlica de Río Grande do Sul de Brasil (1998), així com de la Universitat Adam Mickiewicz de Polònia (2002).
És acadèmic de la Reial Acadèmia de la Història d'Espanya, l'Acadèmia Mexicana de la Història, l'Acadèmia Colombiana de la Història, l'Acadèmia Portoriquenya de la Història, l'Acadèmia Nacional de la Història de Perú, l'Acadèmia Colombiana d'Història Eclesiàstica (1995) i el Pontifici Comitè de Ciències Històriques del Vaticà. També és membre de la Reial Acadèmia de Doctors (2016) amb un discurs sobre Filosofia i Teologia a Incerta Glòria. Joan Sales repensa mig segle de cultura catalana.
Columnista del diari La Vanguardia, ha publicat més de vint llibres, editat més de deu volums col·lectius i traduït cinc volums de l'anglès i el llatí al castellà. És autor d'uns 300 treballs d'investigació en revistes especialitzades i obres col·lectives.